# Cereus mirabella
Cereus mirabella ist eine Pflanzenart in der Gattung Cereus aus der Familie der Kakteengewächse (Cactaceae). Das Artepitheton mirabella bedeutet ‚wunderbar‘. Allerdings bezieht sich die Namensgebung nicht direkt auf diese Bedeutung, sondern auf die Aufsammlungsstelle des Holotyps nahe dem Dorf Mirabela im Westen des brasilianischen Bundesstaates Minas Gerais.

## Beschreibung
Cereus mirabella wächst strauchig mit ausgebreiteten und zahlreich verzweigten, blaugrünen Triebe, die später graugrün werden. Die Triebe weisen Durchmesser von 2 bis 3 Zentimetern auf. Es sind 3 bis 5 wellige und manchmal kaum ausgeprägte Rippen vorhanden. Die kreisrunden Areolen sind mit kurzer bis langer, weißer oder brauner Wolle besetzt. Die 3 bis 6 nadeligen und spreizenden gelben Dornen sind an ihrer Basis rötlich braun. Sie sind bis 2,5 Zentimeter lang.
Die weißen Blüten sind 10 bis 15 Zentimeter lang. Die eiförmigen, grünlich bereiften Früchte sind bis 3,5 Zentimeter lang.

## Systematik, Verbreitung und Gefährdung
Cereus mirabella ist im brasilianischen Bundesstaat Minas Gerais im Gebüsch der Caatinga auf Sandboden verbreitet.
Die Erstbeschreibung als Mirabella minensis durch Friedrich Ritter wurde 1979 veröffentlicht. Nigel Paul Taylor stellte die Art 1991 in die Gattung Cereus. Dabei wurde ein Ersatzname (nom. nov.) benötigt, da der Name Cereus minensis Werderm. (1933) bereits existierte. Ein nomenklatorisches Synonym ist Monvillea minensis (F.Ritter) R.Kiesling (1994).
Cereus mirabella wurde in der Roten Liste gefährdeter Arten der IUCN von 2002 als „Vulnerable (VU)“, d. h. gefährdet, eingestuft. Im Jahr 2013 wird die Art als „Endangered (EN)“, d. h. als stark gefährdet geführt.

## Nachweise